# Escalquens
Escalquens (prononcé [ɛskalkɛ̃s]) est une commune française située dans le nord-est du département de la Haute-Garonne, en région Occitanie. Elle fait partie de la communauté d'agglomération du Sicoval. Sur le plan historique et culturel, la commune est dans le Lauragais, l'ancien « Pays de Cocagne », lié à la fois à la culture du pastel et à l’abondance des productions, et de « grenier à blé du Languedoc ».
Exposée à un climat océanique altéré, elle est drainée par l'Hers-Mort, le ruisseau d'Escalquens et par divers autres petits cours d'eau.
Escalquens est une commune urbaine qui compte 6 990 habitants en 2022, après avoir connu une forte hausse de la population depuis 1975. Elle appartient à l'unité urbaine de Toulouse et fait partie de l'aire d'attraction de Toulouse.
Ses habitants sont les Escalquinois et les Escalquinoises.

## Géographie

### Localisation
La commune d'Escalquens se trouve dans le département de la Haute-Garonne, en région Occitanie.
Elle se situe à 13 km à vol d'oiseau de Toulouse, préfecture du département.
Les communes les plus proches sont : 
Belberaud (1,3 km), Odars (2,3 km), Auzielle (2,7 km), Labège (2,8 km), Montlaur (3,4 km), Lauzerville (4,2 km), Saint-Orens-de-Gameville (4,3 km), Péchabou (4,6 km).
Sur le plan historique et culturel, Escalquens fait partie du pays toulousain, une ceinture de plaines fertiles entrecoupées de bosquets d'arbres, aux molles collines semées de fermes en briques roses, inéluctablement grignotée par l'urbanisme des banlieues.
Escalquens est limitrophe de sept autres communes.
Les communes limitrophes sont  Auzielle, Belberaud, Castanet-Tolosan, Labège, Odars, Pompertuzat et Saint-Orens-de-Gameville.
| Labège           | Saint-Orens-de-Gameville | Auzielle |
| Castanet-Tolosan | Escalquens               | Odars    |
| Pompertuzat      | Belberaud                |          |

### Géologie et relief
La superficie de la commune est de 842 hectares ; son altitude varie de 146  à   232 mètres.

### Hydrographie

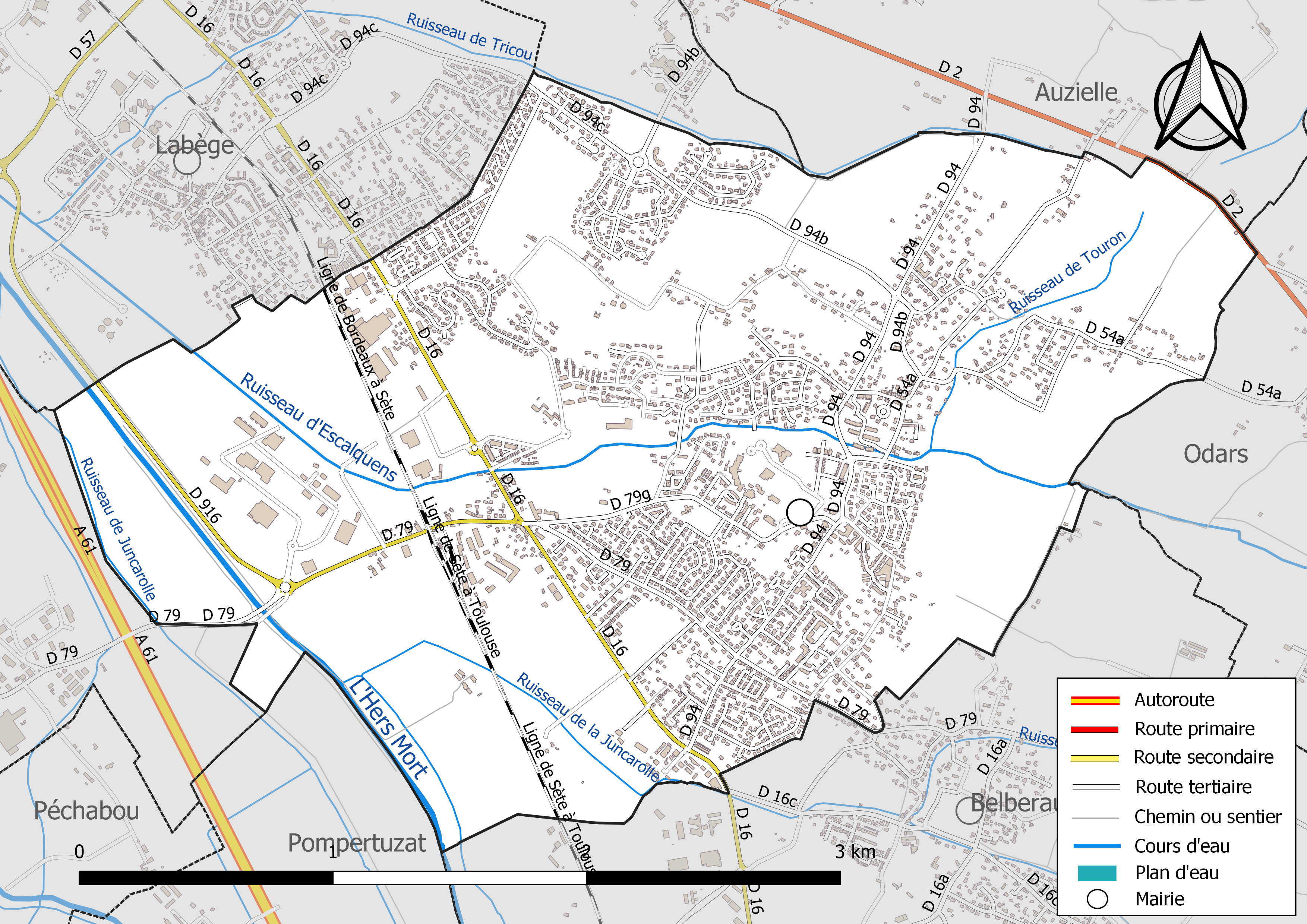
Réseaux hydrographique et routier d'Escalquens.

La commune est dans le bassin de la Garonne, au sein du bassin hydrographique Adour-Garonne. Elle est drainée par l'Hers-Mort, le ruisseau d'Escalquens, le ruisseau de Juncarolle, le ruisseau de la Juncarolle, le ruisseau de Touron, le ruisseau de Tricou et par un petit cours d'eau, constituant un réseau hydrographique de 11 km de longueur totale,.
L'Hers-Mort, d'une longueur totale de 89,3 km, prend sa source dans la commune de Laurac (11) et s'écoule du sud-est vers le nord-ouest. Il traverse la commune et se jette dans la Garonne à Grenade, après avoir traversé 40 communes.

### Climat
Pour des articles plus généraux, voir Climat de l'Occitanie et Climat de la Haute-Garonne.
En 2010, le climat de la commune est de type climat du Bassin du Sud-Ouest, selon une étude s'appuyant sur une série de données couvrant la période 1971-2000. En 2020, Météo-France publie une typologie des climats de la France métropolitaine dans laquelle la commune est exposée à un climat océanique altéré et est dans la région climatique Aquitaine, Gascogne, caractérisée par une pluviométrie abondante au printemps, modérée en automne, un faible ensoleillement au printemps, un été chaud (19,5 °C), des vents faibles, des brouillards fréquents en automne et en hiver et des orages fréquents en été (15 à 20 jours).
Pour la période 1971-2000, la température annuelle moyenne est de 13,2 °C, avec une amplitude thermique annuelle de 15,7 °C. Le cumul annuel moyen de précipitations est de 715 mm, avec 9,6 jours de précipitations en janvier et 5,3 jours en juillet. Pour la période 1991-2020, la température moyenne annuelle observée sur la station météorologique la plus proche, située sur la commune de Ségreville à 15 km à vol d'oiseau, est de 13,4 °C et le cumul annuel moyen de précipitations est de 747,6 mm,. Pour l'avenir, les paramètres climatiques de la commune estimés pour 2050 selon différents scénarios d'émission de gaz à effet de serre sont consultables sur un site dédié publié par Météo-France en novembre 2022.

### Milieux naturels et biodiversité
Aucun espace naturel présentant un intérêt patrimonial n'est recensé sur la commune dans l'inventaire national du patrimoine naturel,,.

## Urbanisme

### Typologie
Au 1er janvier 2024, Escalquens est catégorisée ceinture urbaine, selon la nouvelle grille communale de densité à sept niveaux définie par l'Insee en 2022.
Elle appartient à l'unité urbaine de Toulouse, une agglomération inter-départementale regroupant 81  communes, dont elle est une commune de la banlieue,,. Par ailleurs la commune fait partie de l'aire d'attraction de Toulouse, dont elle est une commune de la couronne,. Cette aire, qui regroupe 527 communes, est catégorisée dans les aires de 700 000 habitants ou plus (hors Paris),.

### Occupation des sols
L'occupation des sols de la commune, telle qu'elle ressort de la base de données européenne d’occupation biophysique des sols Corine Land Cover (CLC), est marquée par l'importance des territoires agricoles (56,5 % en 2018), en diminution par rapport à 1990 (67,2 %). La répartition détaillée en 2018 est la suivante : 
zones urbanisées (43,5 %), terres arables (42 %), zones agricoles hétérogènes (14,4 %), prairies (0,1 %). L'évolution de l’occupation des sols de la commune et de ses infrastructures peut être observée sur les différentes représentations cartographiques du territoire : la carte de Cassini (XVIIIe siècle), la carte d'état-major (1820-1866) et les cartes ou photos aériennes de l'IGN pour la période actuelle (1950 à aujourd'hui).

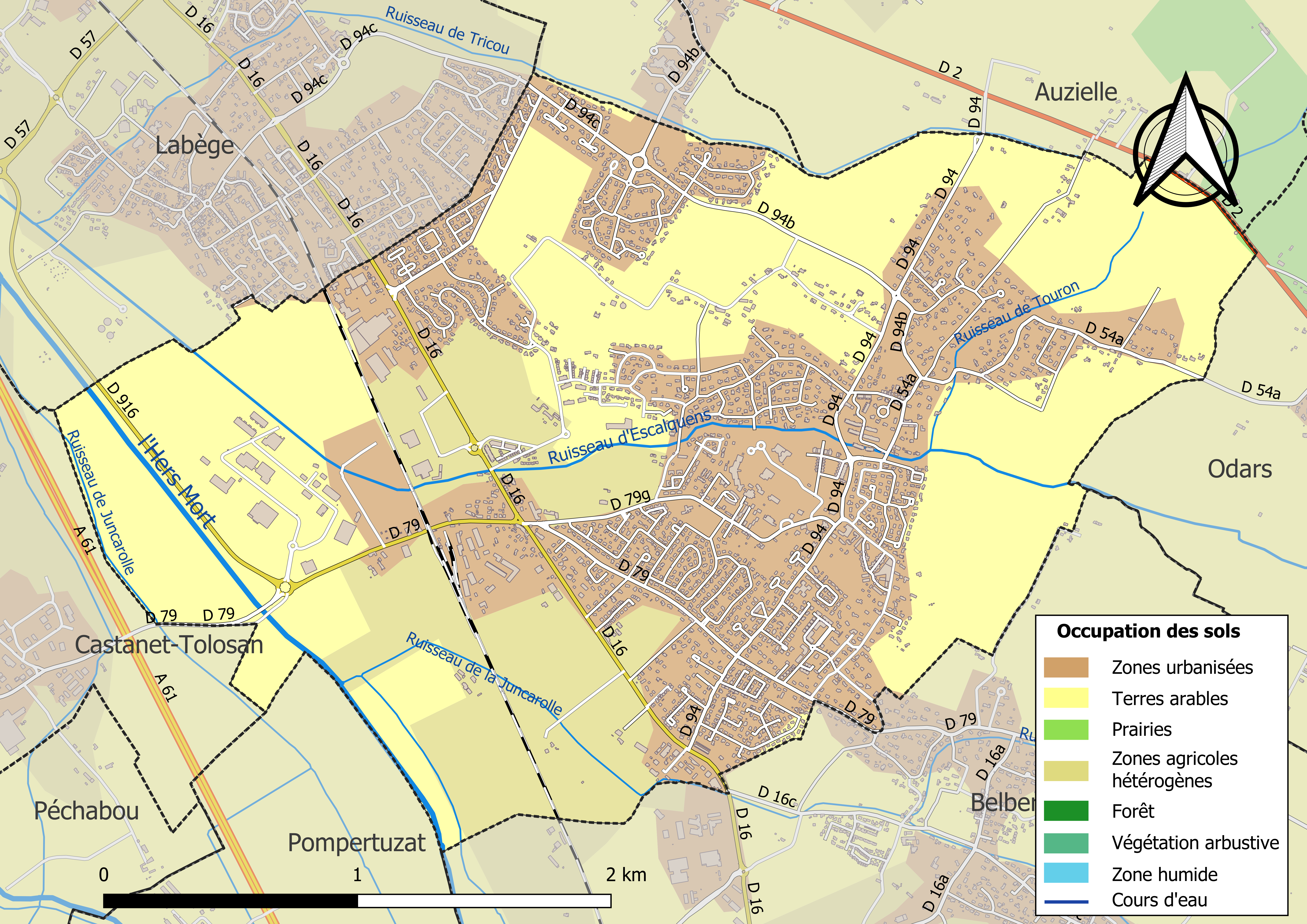
Carte des infrastructures et de l'occupation des sols de la commune en 2018 (CLC).

### Morphologie urbaine
L'habitat, diffus, est essentiellement constitué de maisons individuelles dans un cadre champêtre. La municipalité souhaite maîtriser cette évolution et créer un cœur de village afin que la commune garde toute sa dimension humaine.

### Voies de communication et transports
La gare d'Escalquens permet de rejoindre rapidement le centre-ville de Toulouse.
Plusieurs lignes de bus Tisséo relient la commune au métro toulousain :
- la ligne 79 part de la station de métro Ramonville jusqu'au lycée de Saint-Orens-de-Gameville en passant par le centre de la commune ;
- la ligne 80 part de la station de métro Rangueil jusqu'au centre commercial de Belberaud en passant par le centre de la commune ;
- la ligne 204 part de la station Ramonville jusqu'à Ayguesvives en desservant le centre de la commune.

### Risques majeurs
Le territoire de la commune d'Escalquens est vulnérable à différents aléas naturels : météorologiques (tempête, orage, neige, grand froid, canicule ou sécheresse), inondations et séisme (sismicité très faible). Il est également exposé à deux risques technologiques, et  le risque industriel et la rupture d'un barrage. Un site publié par le BRGM permet d'évaluer simplement et rapidement les risques d'un bien localisé soit par son adresse soit par le numéro de sa parcelle.

#### Risques naturels
Certaines parties du territoire communal sont susceptibles d’être affectées par le risque d’inondation par débordement de cours d'eau, notamment l'Hers-Mort. La commune a été reconnue en état de catastrophe naturelle au titre des dommages causés par les inondations et coulées de boue survenues en 1982, 1983, 1994, 1999 et 2009,.

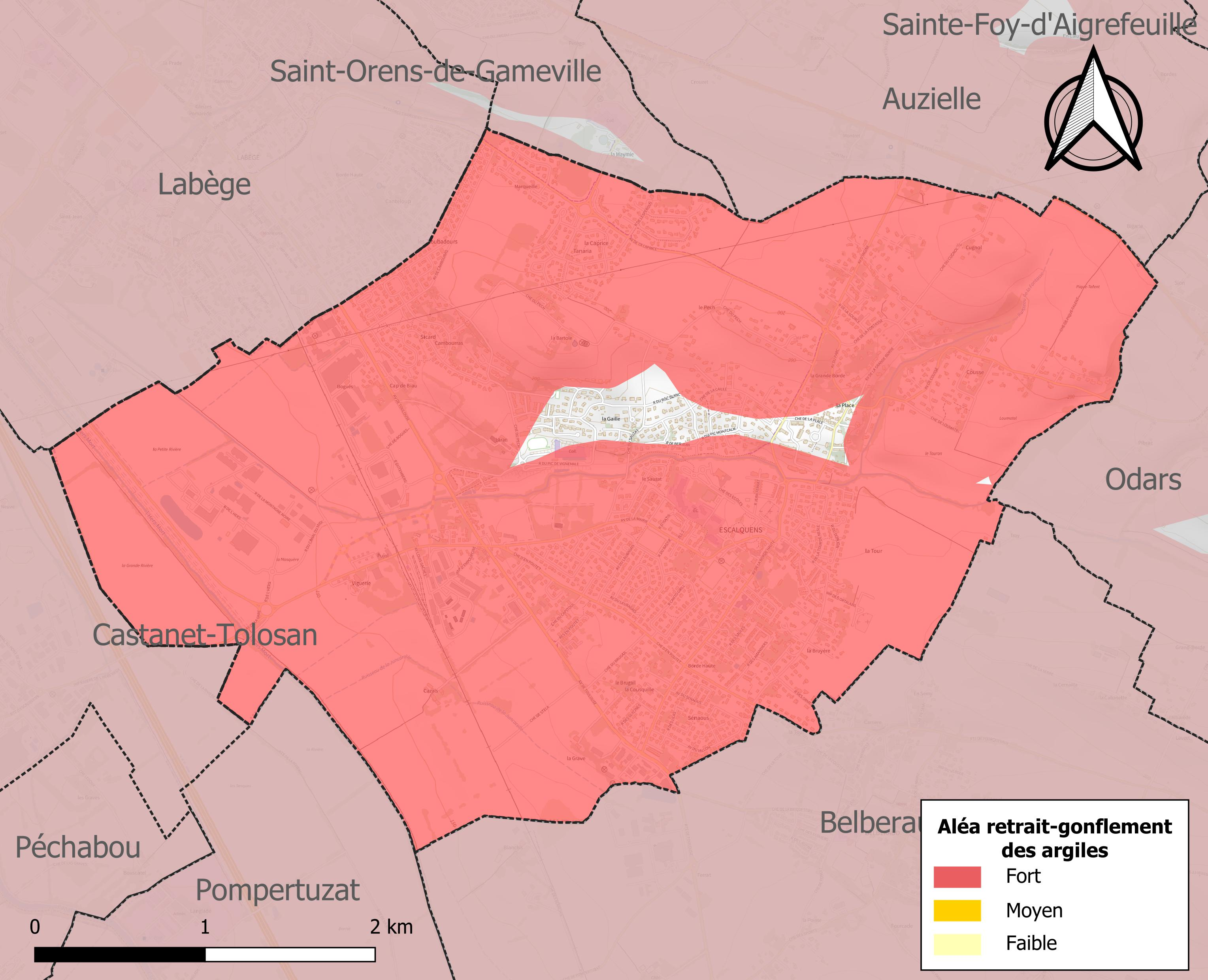
Carte des zones d'aléa retrait-gonflement des sols argileux d'Escalquens.

Le retrait-gonflement des sols argileux est susceptible d'engendrer des dommages importants aux bâtiments en cas d’alternance de périodes de sécheresse et de pluie. 96,8 % de la superficie communale est en aléa moyen ou fort (88,8 % au niveau départemental et 48,5 % au niveau national). Sur les 2 141 bâtiments dénombrés sur la commune en 2019, 1 979 sont en aléa moyen ou fort, soit 92 %, à comparer aux 98 % au niveau départemental et 54 % au niveau national. Une cartographie de l'exposition du territoire national au retrait gonflement des sols argileux est disponible sur le site du BRGM,.
Par ailleurs, afin de mieux appréhender le risque d’affaissement de terrain, l'inventaire national des cavités souterraines permet de localiser celles situées sur la commune.
Concernant les mouvements de terrains, la commune a été reconnue en état de catastrophe naturelle au titre des dommages causés par la sécheresse en 1989, 1991, 1994, 1998, 2002, 2003, 2005, 2007, 2012, 2016, 2017, 2019 et 2020 et par des mouvements de terrain en 1983 et 1999.

#### Risques technologiques
La commune est exposée au risque industriel du fait de la présence sur son territoire d'une entreprise soumise à la directive européenne SEVESO.
La commune est en outre située en aval du barrage de l'Estrade sur la Ganguise (département de l'Aude). À ce titre elle est susceptible d’être touchée par l’onde de submersion consécutive à la rupture de cet ouvrage.

## Héraldique
| Escalquens | Son blasonnement est : Écartelé : au premier et au quatrième de gueules aux deux fasces d'argent, au deuxième et au troisième d'or au lion naissant d'azur. |

## Politique et administration

### Administration municipale
Le nombre d'habitants au recensement de 2017 étant compris entre 5 000 habitants et 9 999 habitants, le nombre de membres du conseil municipal pour l'élection de 2020 est de vingt-neuf,.

### Rattachements administratifs et électoraux
Commune faisant partie de la dixième circonscription de la Haute-Garonne, du Sicoval et du canton d'Escalquens (avant le redécoupage départemental de 2014, Escalquens faisait partie de l'ex-canton de Montgiscard).

### Liste des maires

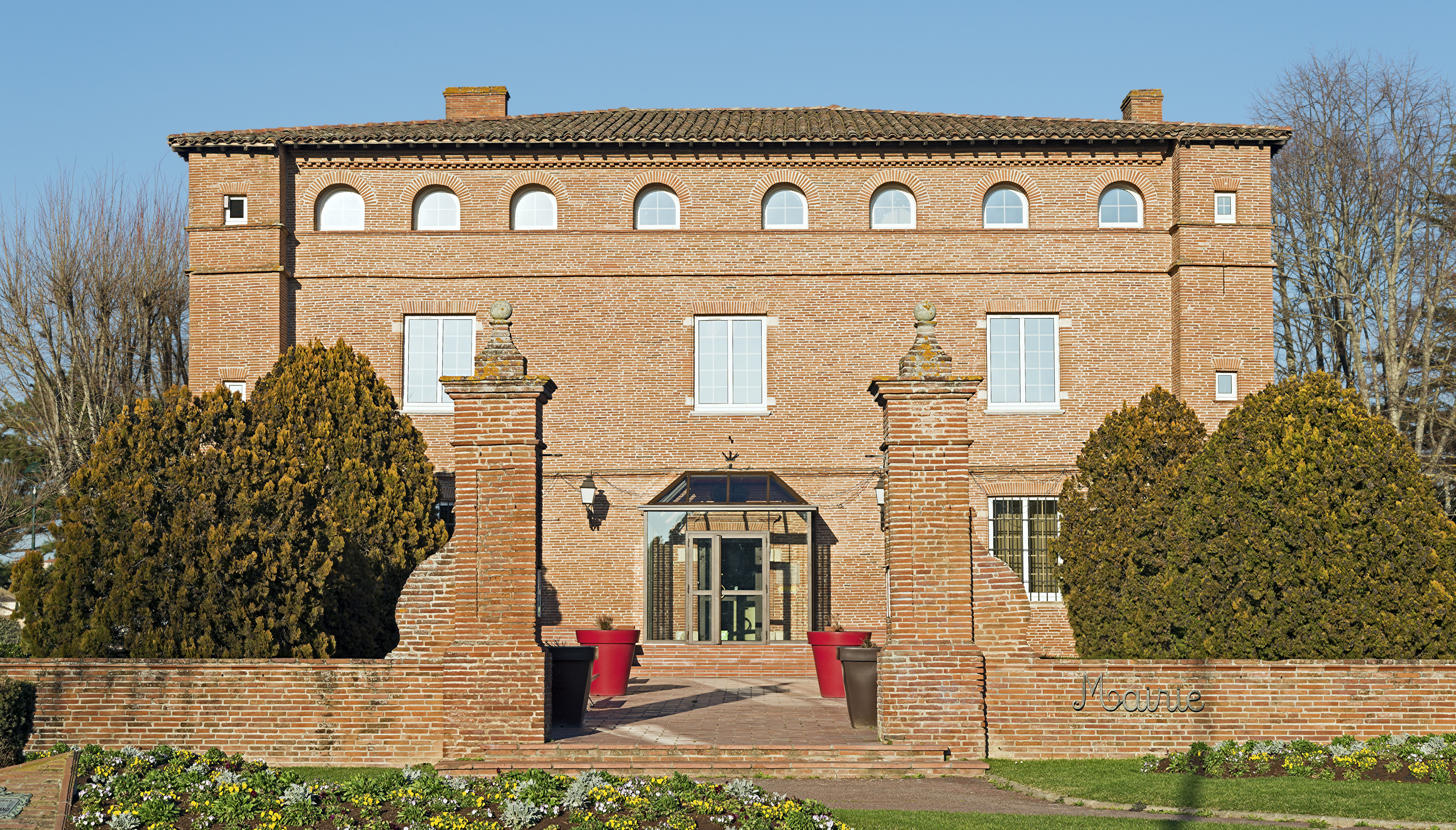
La mairie

### Politique de développement durable
La commune a engagé une politique de développement durable en lançant une démarche d'Agenda 21 en 2009.

## Démographie
L'évolution du nombre d'habitants est connue à travers les recensements de la population effectués dans la commune depuis 1793. Pour les communes de moins de 10 000 habitants, une enquête de recensement portant sur toute la population est réalisée tous les cinq ans, les populations de référence des années intermédiaires étant quant à elles estimées par interpolation ou extrapolation. Pour la commune, le premier recensement exhaustif entrant dans le cadre du nouveau dispositif a été réalisé en 2006.

En 2022, la commune comptait 6 990 habitants, en évolution de +6,6 % par rapport à 2016 (Haute-Garonne : +8,02 %, France hors Mayotte : +2,11 %).
| 1793 | 1800 | 1806 | 1821 | 1831 | 1836 | 1841 | 1846 | 1851 |
| ---- | ---- | ---- | ---- | ---- | ---- | ---- | ---- | ---- |
| 320  | 383  | 400  | 461  | 506  | 489  | 536  | 513  | 537  |

| 1856 | 1861 | 1866 | 1872 | 1876 | 1881 | 1886 | 1891 | 1896 |
| ---- | ---- | ---- | ---- | ---- | ---- | ---- | ---- | ---- |
| 524  | 479  | 453  | 416  | 388  | 427  | 397  | 381  | 384  |

| 1901 | 1906 | 1911 | 1921 | 1926 | 1931 | 1936 | 1946 | 1954 |
| ---- | ---- | ---- | ---- | ---- | ---- | ---- | ---- | ---- |
| 350  | 357  | 374  | 346  | 351  | 348  | 345  | 374  | 388  |

| 1962 | 1968 | 1975  | 1982  | 1990  | 1999  | 2006  | 2011  | 2016  |
| ---- | ---- | ----- | ----- | ----- | ----- | ----- | ----- | ----- |
| 453  | 896  | 2 051 | 2 884 | 4 323 | 5 477 | 5 678 | 6 055 | 6 557 |

| 2021  | 2022  | - | - | - | - | - | - | - |
| ----- | ----- | - | - | - | - | - | - | - |
| 6 986 | 6 990 | - | - | - | - | - | - | - |

| selon la population municipale des années : | 1968 | 1975 | 1982 | 1990 | 1999 | 2006 | 2009 | 2013 |
| Rang de la commune dans le département      | 83   | 46   | 36   | 27   | 29   | 30   | 31   | 31   |
| Nombre de communes du département           | 592  | 582  | 586  | 588  | 588  | 588  | 589  | 589  |

## Économie

### Revenus
En 2018  (données Insee publiées en septembre 2021), la commune compte 2 922 ménages fiscaux, regroupant 7 011 personnes. La médiane du revenu disponible par unité de consommation est de 26 730 € (23 140 € dans le département). 67 % des ménages fiscaux sont imposés (55,3 % dans le département).

### Emploi
|                | 2008  | 2013  | 2018  |
| -------------- | ----- | ----- | ----- |
| Commune        | 4,3 % | 5,2 % | 6,3 % |
| Département    | 7,7 % | 9,6 % | 9,3 % |
| France entière | 8,3 % | 10 %  | 10 %  |

En 2018, la population âgée de 15 à 64 ans s'élève à 4 563 personnes, parmi lesquelles on compte 76,9 % d'actifs (70,6 % ayant un emploi et 6,3 % de chômeurs) et 23,1 % d'inactifs,. Depuis 2008, le taux de chômage communal (au sens du recensement) des 15-64 ans est inférieur à celui de la France et du département.
La commune fait partie de la couronne de l'aire d'attraction de Toulouse, du fait qu'au moins 15 % des actifs travaillent dans le pôle,. Elle compte 1 739 emplois en 2018, contre 1 512 en 2013 et 1 365 en 2008. Le nombre d'actifs ayant un emploi résidant dans la commune est de 3 246, soit un indicateur de concentration d'emploi de 53,6 % et un taux d'activité parmi les 15 ans ou plus de 60,5 %.
Sur ces 3 246 actifs de 15 ans ou plus ayant un emploi, 488 travaillent dans la commune, soit 15 % des habitants. Pour se rendre au travail, 83,6 % des habitants utilisent un véhicule personnel ou de fonction à quatre roues, 7,6 % les transports en commun, 5,9 % s'y rendent en deux-roues, à vélo ou à pied et 2,9 % n'ont pas besoin de transport (travail au domicile).

### Activités hors agriculture

#### Secteurs d'activités
499 établissements sont implantés  à Escalquens au 31 décembre 2019. Le tableau ci-dessous en détaille le nombre par secteur d'activité et compare les ratios avec ceux du département,.
| Secteur d'activité                                                                                        | Commune | Commune | Département |
| Secteur d'activité                                                                                        | Nombre  | %       | %           |
| --- | ------- | ------- | ----------- |
| Ensemble                                                                                                  | 499     | 100 %   | (100 %)     |
| Industrie manufacturière, industries extractives et autres                                                | 28      | 5,6 %   | (5,7 %)     |
| Construction                                                                                              | 59      | 11,8 %  | (12 %)      |
| Commerce de gros et de détail, transports, hébergement et restauration                                    | 117     | 23,4 %  | (25,9 %)    |
| Information et communication                                                                              | 28      | 5,6 %   | (4,1 %)     |
| Activités financières et d'assurance                                                                      | 24      | 4,8 %   | (3,8 %)     |
| Activités immobilières                                                                                    | 22      | 4,4 %   | (4,2 %)     |
| Activités spécialisées, scientifiques et techniques et activités de services administratifs et de soutien | 107     | 21,4 %  | (19,8 %)    |
| Administration publique, enseignement, santé humaine et action sociale                                    | 74      | 14,8 %  | (16,6 %)    |
| Autres activités de services                                                                              | 40      | 8 %     | (7,9 %)     |

Le secteur du commerce de gros et de détail, des transports, de l'hébergement et de la restauration est prépondérant sur la commune puisqu'il représente 23,4 % du nombre total d'établissements de la commune (117 sur les 499 entreprises implantées  à Escalquens), contre 25,9 % au niveau départemental.

#### Entreprises et commerces
Les cinq entreprises ayant leur siège social sur le territoire communal qui génèrent le plus de chiffre d'affaires en 2020 sont : 
- Tridem Pharma, gestion de fonds (198 363 k€)
- Sterling Automobiles, commerce de voitures et de véhicules automobiles légers (61 397 k€)
- Gaches Chimie SA, commerce de gros (commerce interentreprises) de produits chimiques (35 942 k€)
- DG Diffusion, commerce de gros (commerce interentreprises) d'autres biens domestiques (21 278 k€)
- Ateliers Tofer, mécanique industrielle (6 710 k€)

Même si la majorité de la population active migre tous les jours vers Toulouse et ses grandes sociétés (EADS Astrium Satellites, Airbus, Thales Alenia Space, Motorola, Thomson, CNES, France Télécom…) ou vers le vivier d'entreprises de Labège-Innopole et du Parc technologique du Canal, Escalquens accueille quelques sociétés génératrices d'emplois (Midi-Pyrénées Plastiques, La Toulousaine, Gaches Chimie…). De plus, la commune d'Escalquens accueillera d'ici peu[Quand ?] une zone commerciale d'importance avec notamment un magasin Décathlon qui a ouvert en août 2008.
Ces activités sont complétées par de nombreux artisans et commerçants. Les universités, instituts de technologies et autres écoles d'ingénieurs de Toulouse, situés à proximité, offrent également la possibilité de poursuivre des études supérieures.

### Agriculture
|               | 1988 | 2000 | 2010 | 2020 |
| ------------- | ---- | ---- | ---- | ---- |
| Exploitations | 20   | 14   | 9    | 6    |
| SAU (ha)      | 498  | 500  | 400  | 357  |

La commune est dans le Lauragais, une petite région agricole occupant le sud-est du département de la Haute-Garonne, dont les coteaux portent des grandes cultures en sec avec une dominante blé dur et tournesol. En 2020, l'orientation technico-économique de l'agriculture  sur la commune est la culture de céréales et/ou d'oléoprotéagineuses. Six exploitations agricoles ayant leur siège dans la commune sont dénombrées lors du recensement agricole de 2020 (20 en 1988). La superficie agricole utilisée est de 357 ha,,.

## Culture locale et patrimoine

### Lieux et monuments
Deux monuments, situés à 100 mètres l'un de l'autre, en plein cœur du village :
- Le château du XVIe siècle, aménagé en mairie, laissant apparaître des traces d'un édifice de l'époque romane et de l'époque gothique ;
- L'église Saint-Martin datant du XIVe siècle dont le clocher est évoque celui de la Basilique Saint-Sernin de Toulouse, ce qui lui vaut le surnom local de « petit Saint-Sernin ».

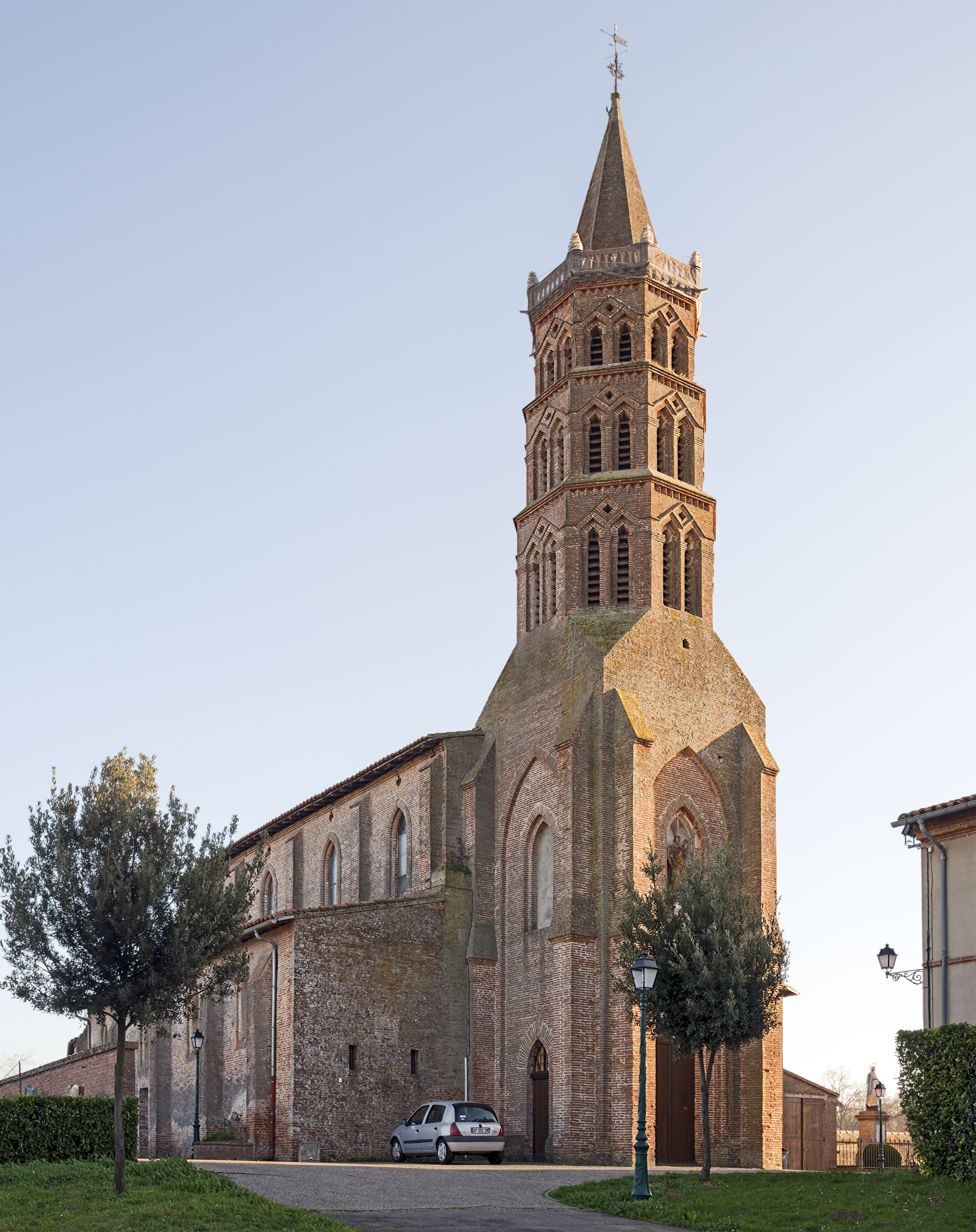
L'église Saint-Martin
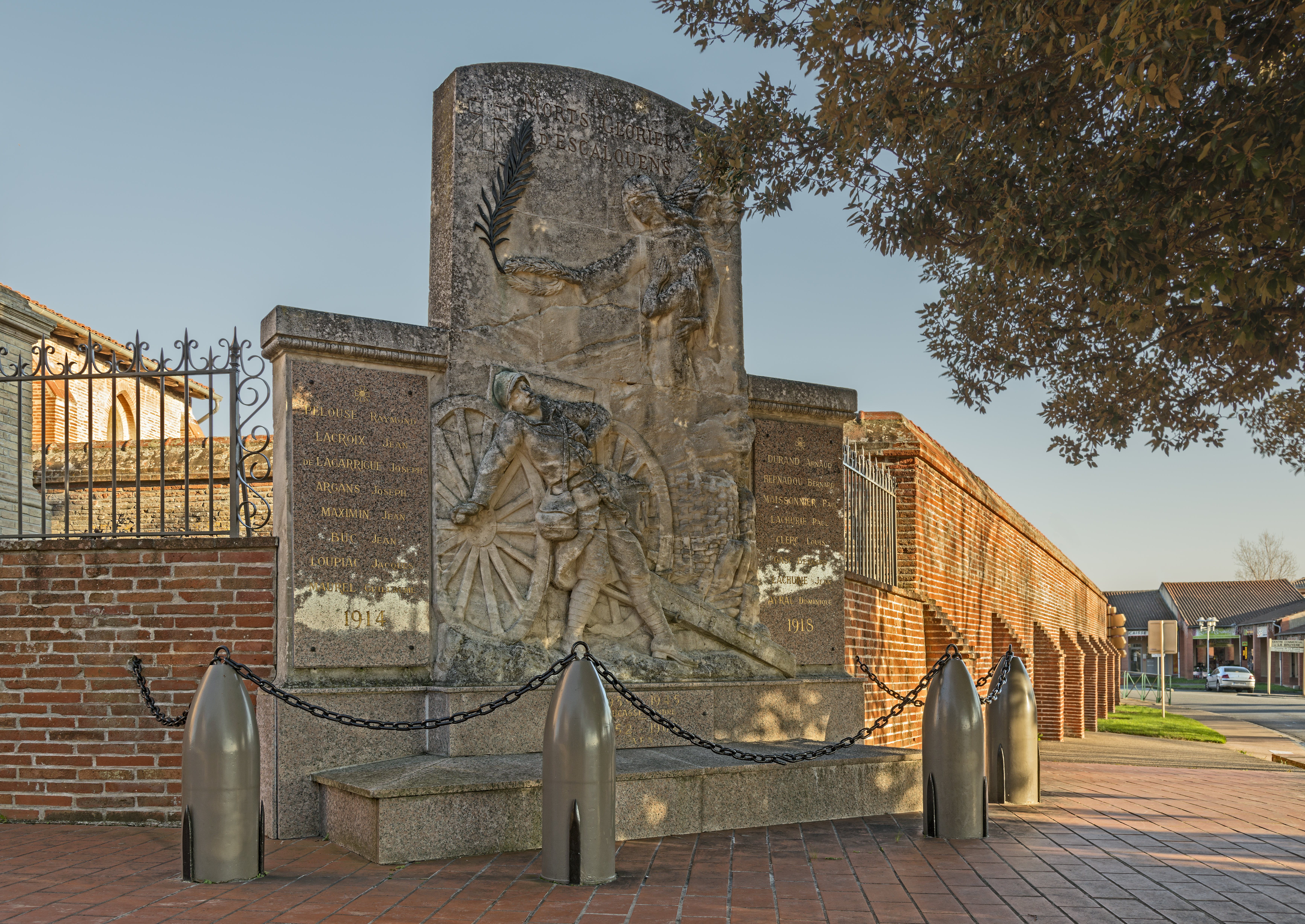
Le monument aux Morts

## Vie locale

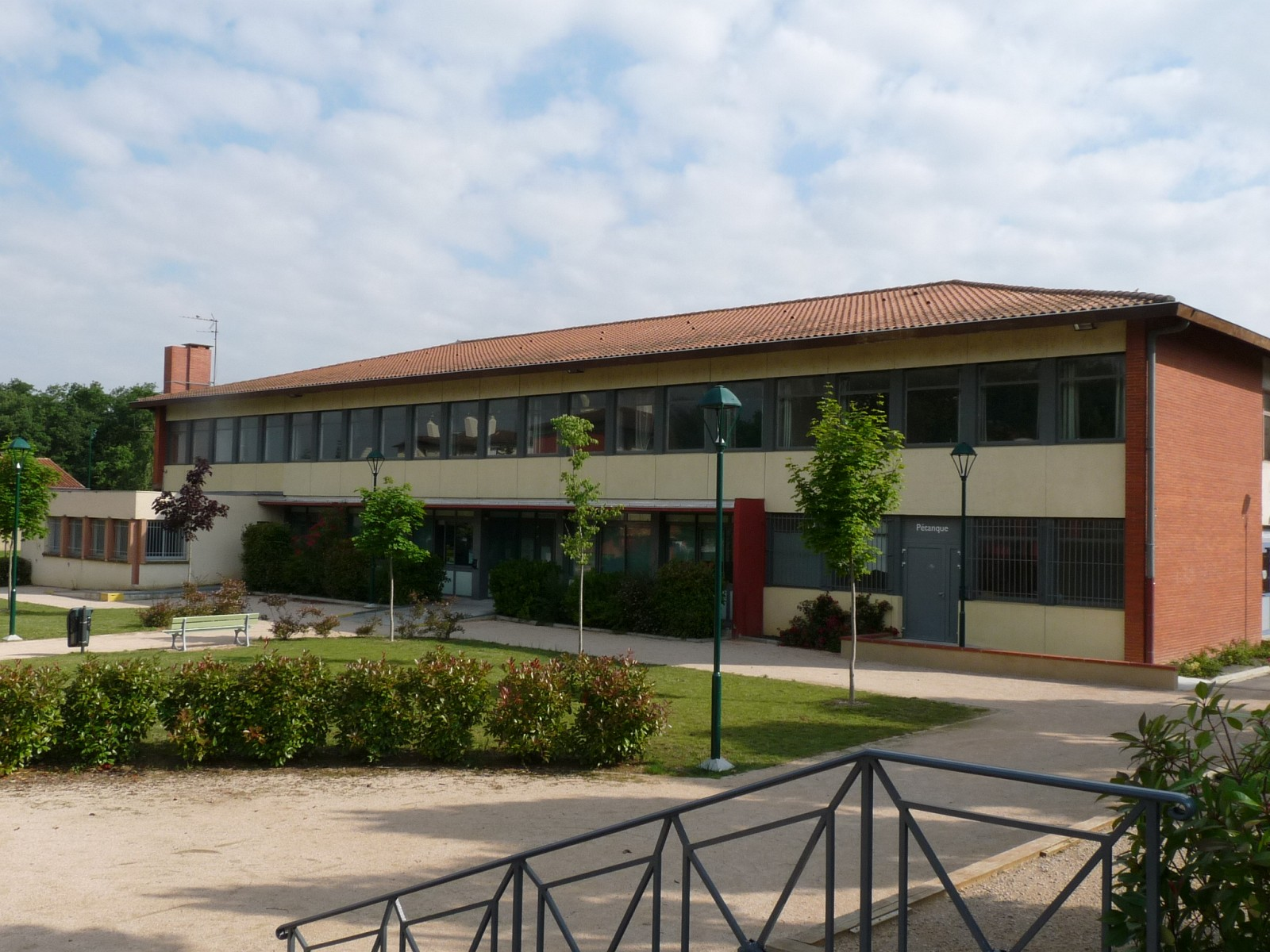
La salle des fêtes.

### Enseignement
Escalquens fait partie de l'académie de Toulouse.
L'éducation est assurée sur la commune d'Escalquens depuis la crèche en passant par les écoles maternelles (Lavandes et Romarins)  jusqu'au collège Jane Dieulafoy, en passant par l'école élémentaire Petit Bois. Sur la commune voisine de Saint-Orens-de-Gameville, le Lycée Pierre-Paul Riquet prend le relais de la scolarité de la jeunesse locale.

### Santé
Maison de retraite type ehpad Borde-Haute, pharmacie, des infirmiers, des médecins généralistes,

### Activités sportives
- Tennis, rugby à XV, football, taekwondo, karaté, aïkido, boxe française, skate park...

### Culture
Salle des fêtes, médiathèque, théâtre, danse, maison de la jeunesse et de la culture.

### Écologie et recyclage
La collecte et le traitement des déchets des ménages et des déchets assimilés ainsi que la protection et la mise en valeur de l'environnement se font dans le cadre du Sicoval.

### Personnalités liées à la commune
- Jean-Luc Sassus.
- Jean Langlais le célèbre compositeur et organiste est enterré dans le cimetière communal.
- Séréna Giraud vice champion d'Europe senior de Roller en 2017 et 2018 de Roller[42].

## Jumelages
- Cerceda (Espagne) (es), village de taille similaire situé au nord-ouest de l'Espagne (Galice), à quelques kilomètres de Ferrol.